# Трамвайные парки Санкт-Петербурга
Первые трамваи на улицы Санкт-Петербурга выпустил 29 сентября 1907 года Василеостровский трамвайный парк.
Максимальное количество парков в Санкт-Петербурге (10 пассажирских и 1 грузовой) действовало с 1981 по 2002 год, затем их число стало сокращаться. В настоящий момент в городе действует 5 трамвайных парков, 1 совмещенный трамвайно-троллейбусный парк, а также площадка трамвайного парка № 3 (бывший парк № 2) на Среднем проспекте Васильевского острова и парк службы пути (бывший № 8, переехавший на проспект Стачек вместо парка № 9).

## Действующие парки

### Трамвайный парк № 1 (Московский; имени Коняшина)

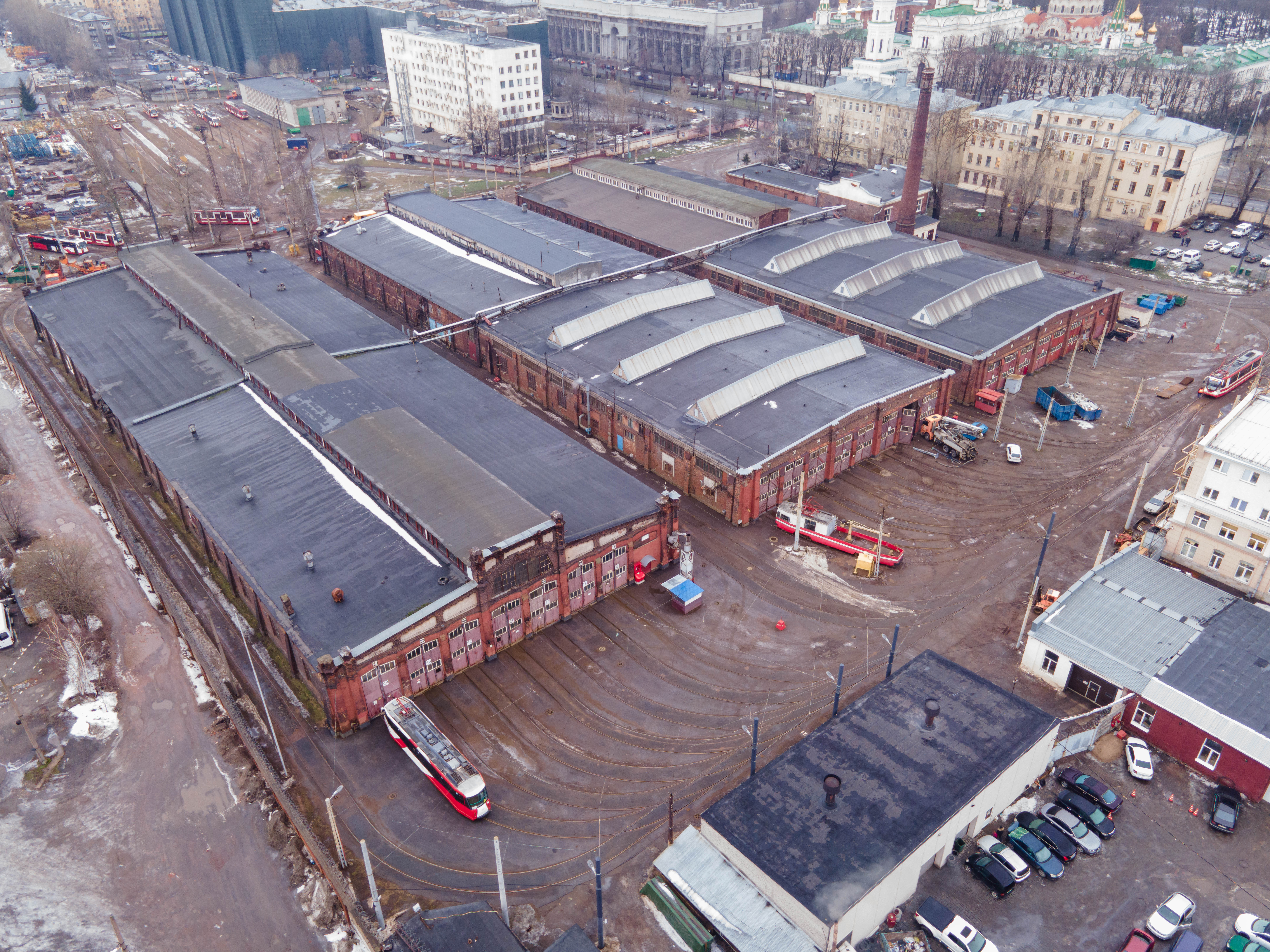
Трамвайный парк № 1. 2023 год

Адрес: Московский проспект, 83. В справочнике «Весь Петроград» за 1923 год указан дом № 71; изменение нумерации связано с последующей застройкой нечётной стороны Международного проспекта на участке от Обводного канала до Московских ворот.
59°53′52″ с. ш. 30°18′58″ в. д.
Открыт в октябре 1907 года под названием «Московский трамвайный парк». С 1914 года к парку с северной стороны добавляется территория, примыкающая к товарной станции Варшавского вокзала, на которой был организован отстой и обслуживание грузовых трамваев.
В 1922 году название «Московский» упразднено, вместо него парку присвоен № 1 и имя рабочего, члена партии большевиков Ивана Ивановича Коняшина. С 1935 по 1971 год из парка был выделен в самостоятельную единицу грузовой трамвайный парк, получивший имя Евгения Ивановича Красуцкого.
В 1997 году в Петербурге прекратились грузовые трамвайные перевозки, и парк № 1 стал пассажирским. До 2000 года парк имел соединительную линию с Варшавским направлением железной дороги.
Обслуживает 7 маршрутов, проходящих в Московском и Фрунзенском районах: № 25, 29, 29В, 43, 45, 49, 62.
C июня по октябрь 2012 года в парке проходил испытания новый трамвай Alstom Citadis 302 (на баланс не принимался), затем он был передан в Москву.
В конце 2000-х годов, на фоне массовой ликвидации трамвайных линий, планировалось закрытие парка и освобождение его территории, предполагался его переезд на Малую Балканскую улицу в район одноимённой конечной станции или в Шушары.
На балансе парка находятся следующие вагоны:
| Модель вагона | Кол-во |
| ------------- | ------ |
| ЛВС-86М2      | 5      |
| ЛМ-99АВН      | 30     |
| ЛВС-2005      | 25     |
| ЛМ-68М3       | 14     |
| ЛМ-2008       | 33     |

Также имеется 2 учебных вагона ЛМ-99АВН № 1741, 1742, вагон-кран и внутрипарковый буксир на базе ЛМ-68М и снегоочиститель ЛС-3 № С-21.

### Трамвайный парк № 2 (Василеостровский; имени Леонова; парк № 3, площадка № 2)

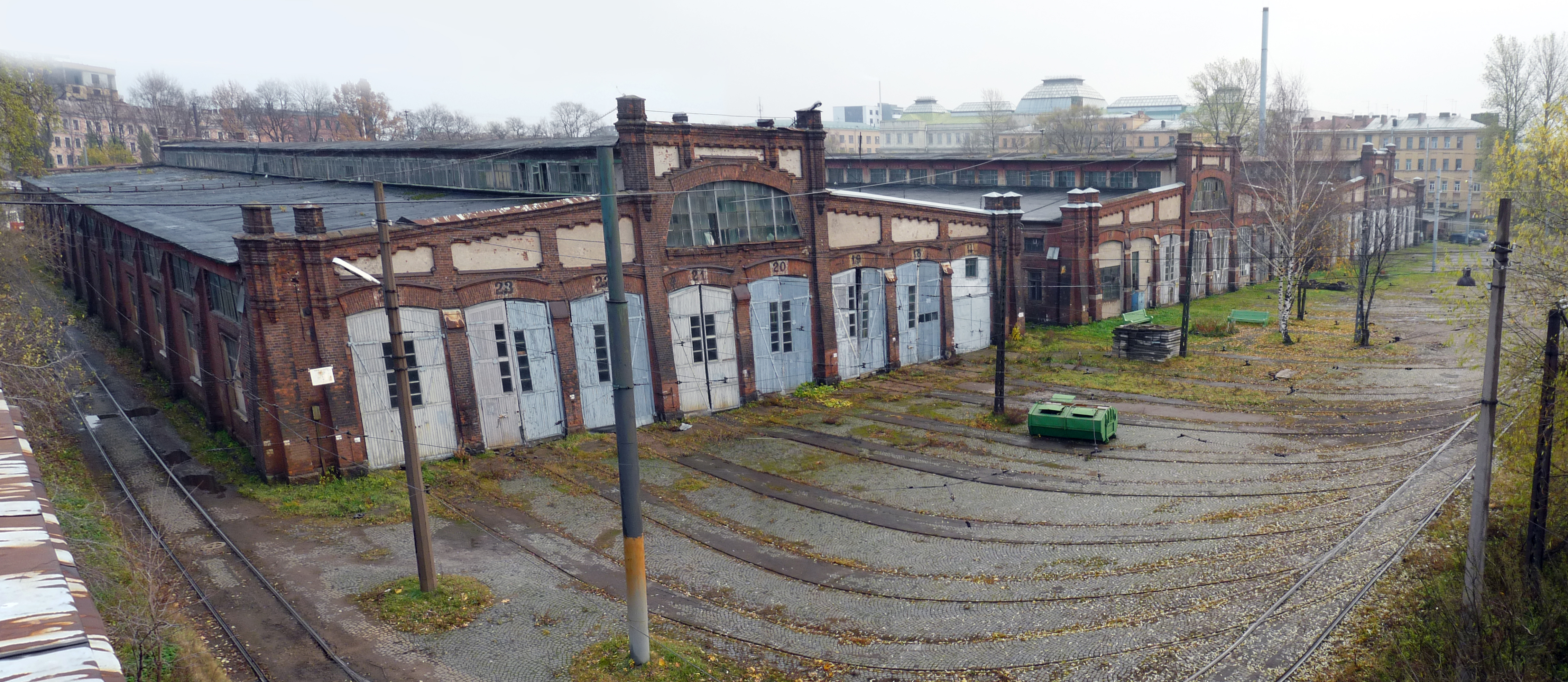
Василеостровский трамвайный парк. 2010 год.

Ныне трамвайный парк действует, как 2-я площадка Трамвайного парка N°3. Вагоны часто «тасуются» между площадками, поэтому данные о количестве вагонов могут быть недостоверными.
Адрес со времени основания: Средний проспект, 77.
59°56′19″ с. ш. 30°15′31″ в. д.
Открыт в сентябре 1907 года под именем «Василеостровский трамвайный парк». В 1922 году название «Василеостровский» упразднено, вместо него парку присвоен № 2 и имя А. П. Леонова.
В 2003 году трамвайные парки № 2 и № 3 были объединены под № 3, с этого момента трамвайный парк № 2 номинально перестал существовать, его название звучало как «площадка № 2 трамвайного парка № 3». В 2003—2005 годах из-за ремонта Среднего проспекта парк был изолирован от основной трамвайной сети Санкт-Петербурга и обслуживал единственный маршрут № 1. 15 января 2007 года парк был официально закрыт, все вагоны переданы в трамвайные парки № 3, 8 и СТТП или списаны. В 2010 году демонтирован «третий веер».
На территории парка планировалось построить многофункциональный комплекс «Дворец искусств», включающий офисные здания, гостиницы, конгресс-центр, концертный зал и телефабрику. Правительство Санкт-Петербурга в июне 2011 года не подписало соглашение о строительстве комплекса. В 2012 году от проекта отказались. Участок должен был осваиваться фирмой TriGranit.
На территории парка действует музей электрического транспорта.
Весной 2016 года были выполнены ремонтные работы, а 2 июня 2016 года парк возобновил работу.
Вагоны имели нумерацию 3501—3514 (ЛМ-68М3) и 3701—3716 (71-623-03).
По состоянию на ноябрь 2024 года обслуживает 3 маршрута — № 1, 6, 40.

### Трамвайный парк № 3 (Петроградский; имени Блохина)
Адрес: Большая Посадская улица, 24/2.
59°57′40″ с. ш. 30°19′37″ в. д.

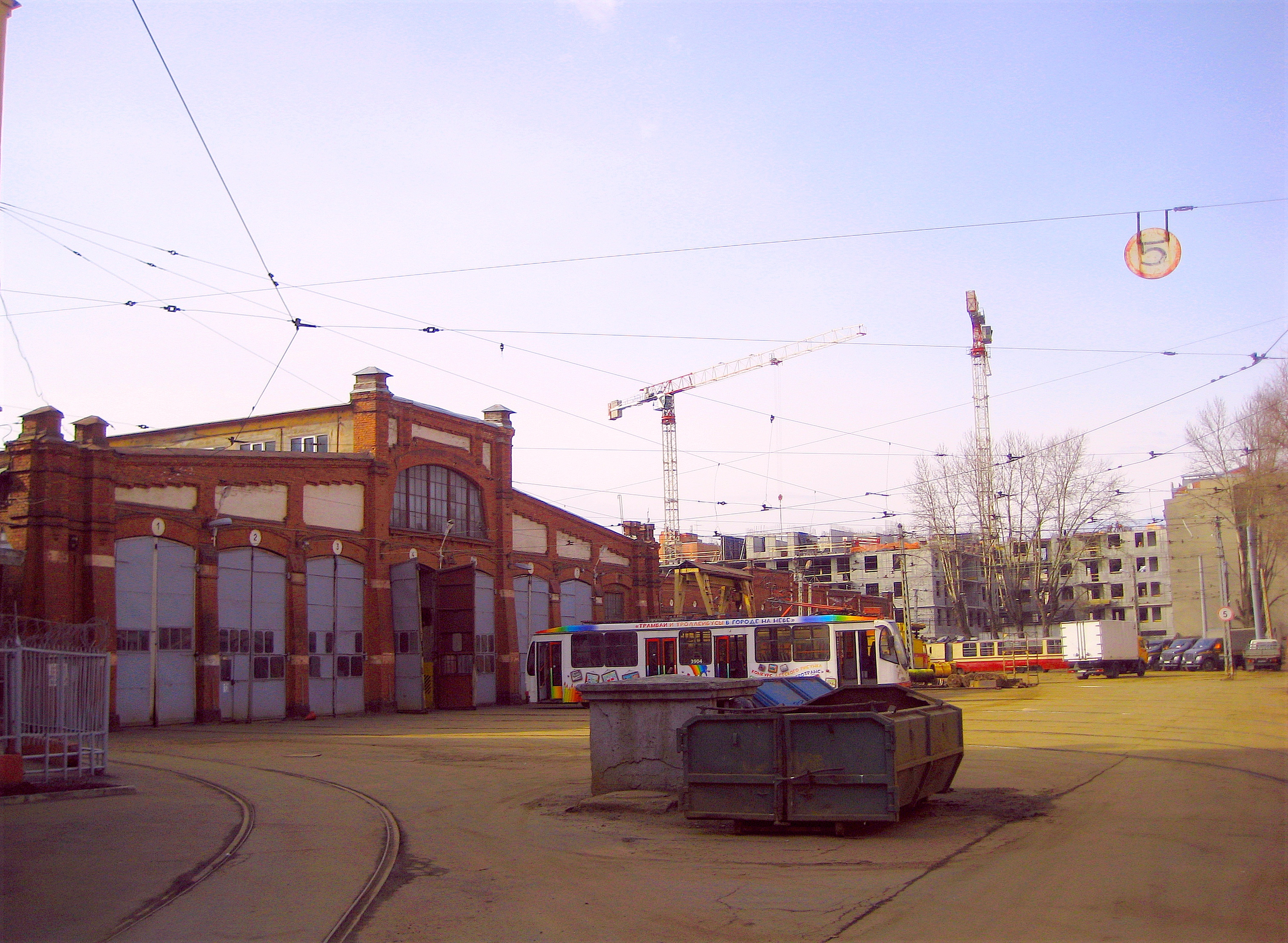
Трамвайный парк №3. 2016 год

Открыт в 1876 году как «Петербургский коночный парк», с 1909 года — «Петербургский трамвайный парк». В 1922 году название «Петербургский» упразднено, вместо него парку присвоен номер «3» и имя К. Н. Блохина.
В 2003 году трамвайные парки № 2 и № 3 были объединены под номером «3», с этого момента трамвайный парк № 3 стал первой площадкой выпуска вагонов, а территория парка № 2 — второй площадкой. 15 января 2007 года площадка № 2 была закрыта, начиная с этого времени и до возобновления работы у трампарка № 3 вновь осталась только одна площадка. Со 2 июня 2016 года вторая площадка возобновила работу. Ранее планировался переезд парка из центра города на территорию трамвайного парка № 11.
По состоянию на август 2025 года обслуживает 6 маршрутов: № 1, 3, 6, 16, 40, Т1.
С 2023 года в парк начали поступать новые трамваи выполненные в ретро-стиле специально для центральных районов С-Петербурга. Всего в рамках двух контрактов, заключённых ГУП «Горэлектротранс» будет закуплено 76 трамваев. После полного укомплектования трамвайного парка вагонами новой серии «Довлатов» и «Достоевский» они будут обслуживать маршруты № 3, 6, 16 и 40.
| Модель вагона         | Кол-во |
| --------------------- | ------ |
| ТС-77                 | 3      |
| 71-431Р «Достоевский» | 41     |
| 71-421Р «Довлатов»    | 34     |

Также имеется учебный ЛМ-68М № У-3700, вагон-песковоз на базе ЛМ-68М № С-3858, парковский тягач МС-4 № С-2421, снегоочиститель ГС-4 № С-71, 2 реплики ЛМ-33 из ЛМ-99 — 0001 и 0002.

### Трамвайный парк № 5 (Ланской; имени Калинина)
Адрес: Сердобольская улица, 2г.
59°59′32″ с. ш. 30°19′48″ в. д.

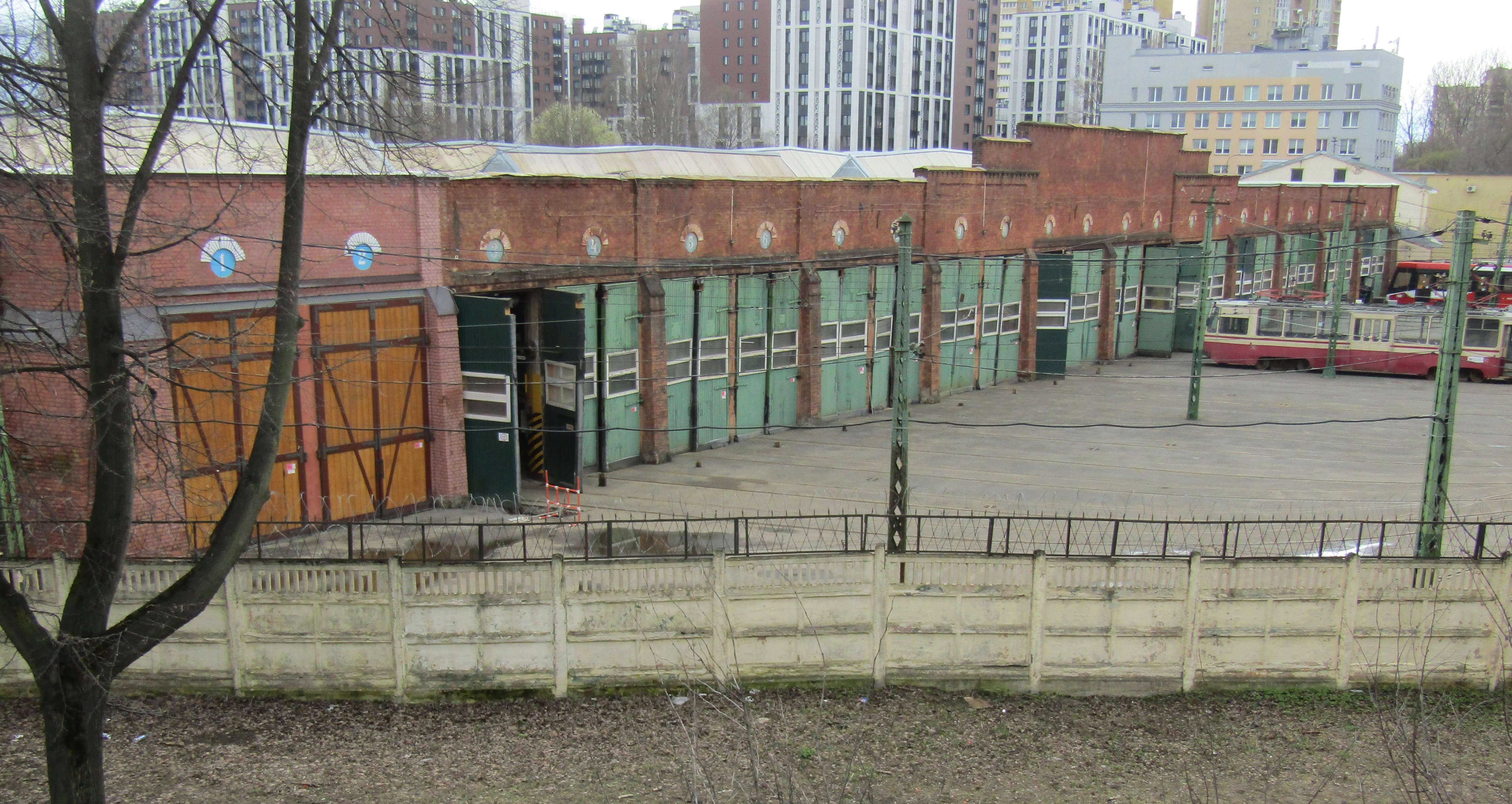
Трамвайный парк № 5. 2024 год

Зимой 1912 года Городская дума Санкт-Петербурга одобрила проект строительства трамвайного парка на Сердобольской улице. 29 сентября 1917 года (по новому стилю) состоялось официальное открытие Ланского трамвайного парка. 7 октября 1917 года было запущено движение трамваев из парка. В 1922 году название «Ланской» упразднено, вместо него парку присвоен № 5 и имя М. И. Калинина.
В 1956 году в литейном цеху трамвайного парка по инициативе инженера П. П. Степанова были заново отлиты утраченные перила Почтамтского моста по первоначальному рисунку.
Исторические перила моста были установлены на мосту в течение того же года.
В первой половине 1980-х годов западная часть территории трампарка была полностью перестроена. Тогда же была реконструирована служебная линия по Студенческой улице.
После распада СССР у парка убрали имя Калинина, оставив номер. В 2009 году у парка появился филиал на улице Шаврова.
С декабря 2002 года по 2009 год вагоны парка имели собственную окраску: цвет вагонов был белым, в самом низу располагалась красная полоса.
До 2017 года это был единственный в Санкт-Петербурге парк, эксплуатирующий системы из трамвайных вагонов ЛВС-86 (маршрут 47), эксплуатация парных поездов ЛВС завершилась 9 июня 2017. До 6 ноября 2015 использовались сцепки из вагонов ЛМ-68М (маршрут 55).
По состоянию на декабрь 2024 года обслуживает 8 маршрутов: № 9, 18, 19, 20, 21, 47, 48, 55, 61.
| Модель вагона       | Кол-во |
| ------------------- | ------ |
| ЛВС-86К             | 65     |
| ЛВС-86К-М           | 6      |
| ЛВС-86М2            | 12     |
| 71-631              | 11     |
| 71-631-01           | 1      |
| 71-631-02           | 15     |
| 71-631-02.02        | 16     |
| 71-628-02           | 14     |
| 71-623-02           | 3      |
| 71-623-03           | 7      |
| 71-623-03.01        | 1      |
| 71-923М             | 2      |
| 71-638-02 «Поларис» | 4      |

Также имеются: кран на базе ЛМ-68М, 2 вагона ПР и 2 учебных вагона ЛМ-68М.
По состоянию на 2023 год трамвайный парк № 5 обслуживает обеспечивает перевозки в Выборгском, Калининском, Красногвардейском и Приморском районах Санкт-Петербурга по 8 маршрутам, в среднем по 85 000 пассажиров в сутки. Общая протяжённость маршрутной сети составляет свыше 90 км, подвижной состав насчитывает 158 вагонов. Штат парка — 795 сотрудников.

### Трамвайный парк № 7 (имени Володарского)
Адрес: улица Грибакиных, 3.
59°51′45″ с. ш. 30°28′12″ в. д.
Открыт в ноябре 1931 года, парку сразу был присвоен № 7 и имя В. Володарского. В 1994 году у парка появился филиал на конечной станции у метро «Рыбацкое».
На территории парка расположены: административное здание; производственный корпус депо с 5-ю смотровыми канавами для проведения заявочных ремонтов, ТО-1, ТО-2, планово-предупредительных ремонтов, текущих ремонтов; тяговая подстанция; гараж; здание УГМ; здание отдела эксплуатации. На открытой площадке парка расположено 13 путей для отстоя вагонов. При въезде на 4 и 5 канавы производственного корпуса находится моечное отделение, также при въезде в парк установлена уличная мойка.
С сентября 2022 года в парке производится полная реконструкция: строится новая тяговая подстанция для питания цеха депо, вспомогательных цехов и помещений, а также обогрева и приводов стрелочных переводов на территории парка; реконструкция цехов ремонта и обслуживания подвижного состава; ремонт здания отдела эксплуатации; будут заменены все пути, включая стрелочные переводы и крестовины, а также контактные провода и подвесная система контактной сети. Планируемое окончание реконструкции — декабрь 2024 года, но сроки сдвинулись. 
С 1997 по 2009 год вагоны парка имели собственную окраску: она была аналогична обычной, но цветовая гамма вагонов была голубой.
По состоянию на январь 2025 года обслуживает 9 маршрутов: № 7, 10, 23, 24, 27, 30, 39, 65, А. Жирным шрифтом отмечены маршруты, выпуск которых производится из ПТО «Рыбацкое». Суточный пассажиропоток по маршрутам парка в рабочие дни составляет более 140 000 человек. 
| Модель вагона | Кол-во |
| ------------- | ------ |
| 71-923М       | 83     |
| 71-931М       | 24     |
| 71-932        | 39     |

Также имеются 3 учебных вагона ЛМ-68М — 7701 и 7702, ЛМ-99АВ — 7314, 1 вагон ПР (С-7116) и 1 вагон ГС-4 (ГС-7905) . В январе 2025 года парк полностью перешёл на эксплуатацию подвижного состава производства ПК ТС.

### Трамвайный парк № 8 (бывшее депо «Княжево», трампарк № 9 им. Котлякова)
Адрес: проспект Стачек, 114.
59°51′25″ с. ш. 30°15′47″ в. д.

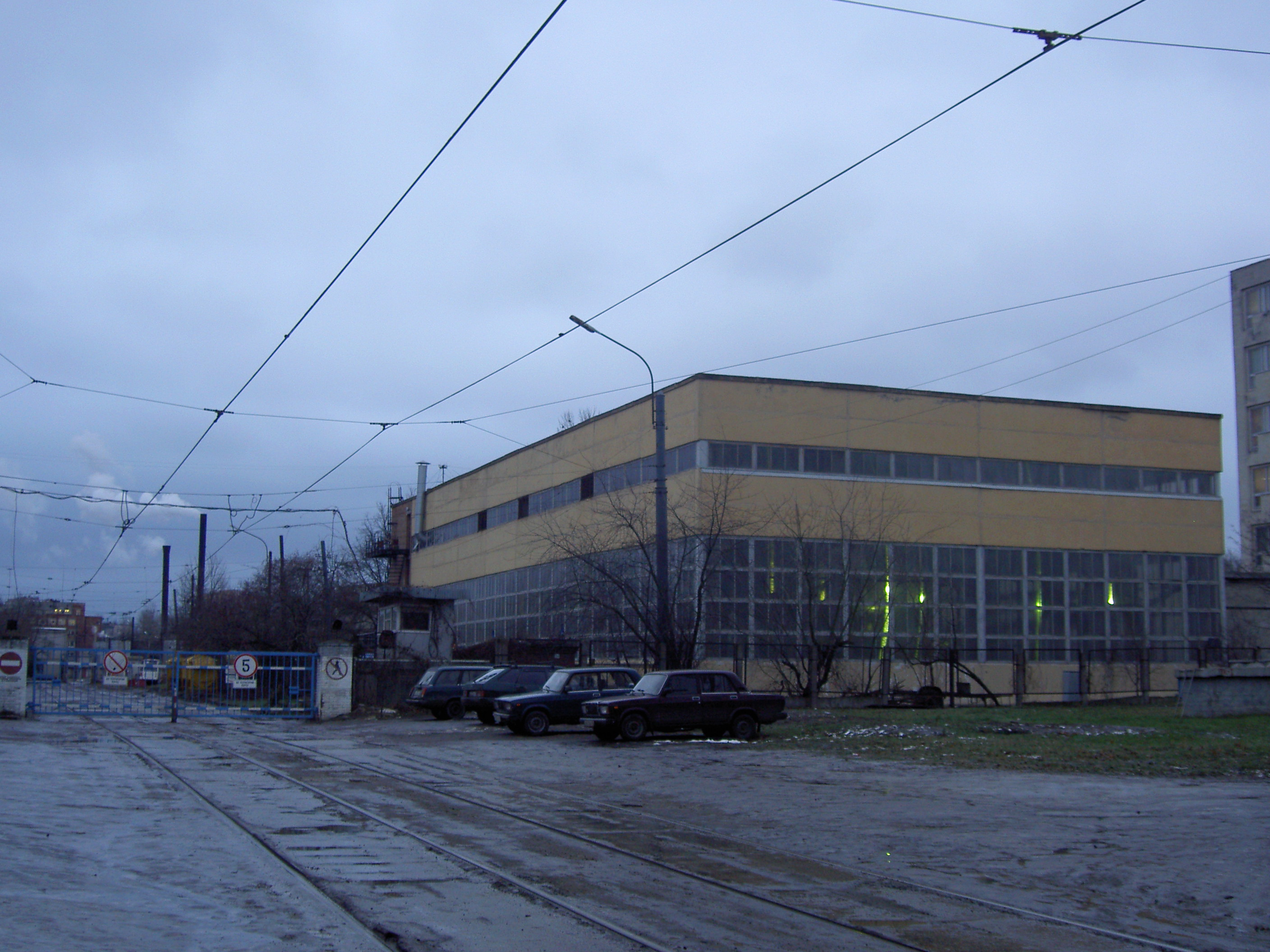
Трамвайный парк им. Котлякова. 2007 год.

Открыт в январе 1916 года как депо «Княжево» Ораниенбаумской электрической линии (ОРАНЭЛ). В октябре 1929 года ОранЭЛ передана в трамвайное ведомство, название «Княжево» упразднено, и вместо него парку присвоен № 9 и имя И. Е. Котлякова, однако вплоть до 1 июня 1958 года территория парка использовалась только как площадка отстоя.
В 2003 году парки № 8 и № 9 были объединены под № 8, с этого момента трамвайный парк № 9 номинально перестал существовать, теперь его название звучит как «площадка № 2 трамвайного парка № 8». Вскоре после объединения, вторая площадка стала единственной площадкой парка № 8 с выпуском вагонов, первая площадка служит для технических целей.
По состоянию на 2024 год обслуживает 5 маршрутов: № 36, 41, 52, 56, 60.
| Модель вагона      | Кол-во |
| ------------------ | ------ |
| ЛВС-86К            | 17     |
| ЛВС-86М2           | 2      |
| Alstom Citadis 301 | 4      |
| 71-923М            | 25     |
| 71-931М            | 55     |
| 71-931АМ           | 2      |
| ТС-77              | 12     |
| 71-952             | 1      |

Также имеются 3 учебных вагона: ЛМ-68М — 8704 и ПС-39А2 — 8315, 8335 и снегоочиститель ГС-4 № 8707.

### Совмещённый трамвайно-троллейбусный парк
Адрес: Гражданский проспект, 131.
60°02′27″ с. ш. 30°25′47″ в. д.
Открыт в октябре 1981 года, номинально парк имеет № 10 (для троллейбусов парк номинально имеет № 5), но, как правило, парк по номеру не называют, употребляя сокращение СТТП.
Вагоны парка имеют бортовые номера 0xxx.
По состоянию на 2025 год обслуживает 8 маршрутов: № 9, 20, 38, 51, 57, 58, 61, 100.
| Модель вагона      | Кол-во |
| ------------------ | ------ |
| ЛВС-86К            | 10     |
| ЛВС-86М2           | 13     |
| ЛМ-99К             | 1      |
| ЛМ-99АВ            | 2      |
| ЛМ-99АВН           | 32     |
| 71-931             | 10     |
| 71-931М            | 11     |
| 71-923             | 3      |
| 71-923М            | 21     |
| ЛМ-68М2            | 14     |
| 71-911ЕМ "Львёнок" | 13     |

Также эксплуатируются вагоны ГС-4, ПР и 2 учебных вагона на базе ЛМ-99К и ЛМ-99АВН.

### Трамвайное депо «ТКК»

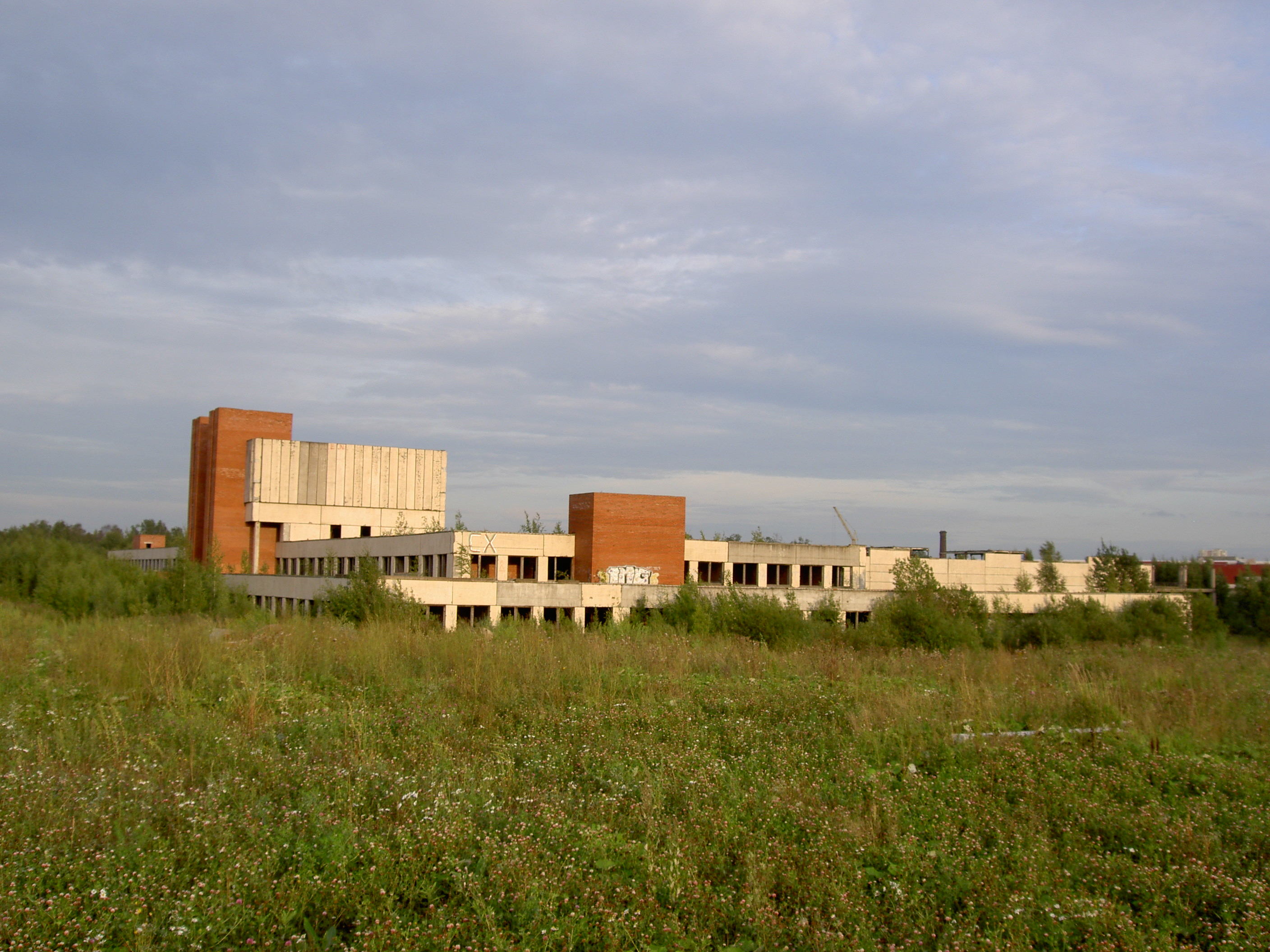
Недостроенный трамвайный парк № 11, административное здание, вид снаружи. 2008 год

Адрес: улица Потапова, 25 (ранее рабочий адрес — Индустриальный проспект, 69а).
59°58′26″ с. ш. 30°27′58″ в. д.
В 1979 году было принято решение о строительстве ещё одного парка в нежилой зоне Ржевки для обслуживания быстрорастущих жилых массивов на Ржевке и в Весёлом Посёлке, парк получил условный номер 11. В конце 1980-х годов началось строительство, которое производилось компанией «УНР-86», шло оно очень медленно и в 1995 году было заморожено. Для парка в 1980-х годах на улице Потапова было выделено отдельное полотно для трамвайной линии.
До 2015 года территория парка была арендована организацией WarGame, которая использовала её для игры в пейнтбол.
В 2017 году начато строительство нового трамвайного парка для частного перевозчика «ТКК». При этом снос старых сооружений не предполагается.
1 сентября 2019 года трамвайный парк был введён в эксплуатацию.
Парк укомплектован трамваями белорусского производства «Метелица» модели Stadler B85600M, получившие в Санкт-Петербурге собственное имя «Чижик». Бортовые номера «Чижиков», в отличие от вагонов трамваев ГУП ГЭТ, трёхзначные, и просто представляют собой порядковый номер вагона.
Обслуживает 4 маршрута: № 8, 59, 63, 64.
Участок с недостроенным зданием трамвайного парка № 11 находился в бессрочном пользовании Комитета по транспорту. Осенью 2023 года здание было снесено, а на его месте началось строительство электробусного парка «Ржевка».

## Закрытые парки

### Выборгский конный парк
Адрес: Лесной проспект, 23/19. Построен для отстоя вагонов петербургской конки. После ликвидации в городе рельсового транспорта на конной тяге долгое время использовался для подвижного состава ленинградского трамвая. В справочниках «Весь Петроград»/«Весь Ленинград» указывается в списке трамвайных парков до конца 1920-х годов.
Здание конного парка сохранялось, поскольку в нём располагались промышленные объекты. 20 октября 2020 года строительной компанией «ЮИТ» (эта же компания занималась сносом построек и застройкой территории трамвайного парка № 6) был начат снос здания для расчистки территории под жилую застройку, на которую разрешение не было получено на момент проведения демонтажа.

### Грузовой трамвайный парк (имени Красуцкого)
Адрес: Московский проспект, 77. 59°54′06″ с. ш. 30°18′55″ в. д.
Был выделен в самостоятельную единицу в 1935 году из трамвайного парка № 1. После войны ему было присвоено имя Е. И. Красуцкого (1918—1944) — ленинградского трамвайщика, Героя Советского союза, павшего в сражениях Великой Отечественной войны. Парк обслуживал исключительно грузовые трамваи. В 1971 году был вновь включён в состав трамвайного парк № 1. В 1997 году в связи с закрытием грузового трамвайного движения в Петербурге потерял своё функциональное значение и был закрыт в 2002 году.

### Трамвайный парк № 4 (Рождественский; имени Смирнова)
Адрес: Дегтярный переулок, 3.
59°56′19″ с. ш. 30°22′57″ в. д.
Открыт в 1876 году как «Рождественский коночный парк», с 1914 года — «Рождественский трамвайный парк». В 1922 году название «Рождественский» упразднено, вместо него парку присвоен № 4 и имя В. С. Смирнова. С 1936 года по 1940 год из трамвайного парка № 4 наряду с трамваями, на линию выпускались троллейбусы.
В 2003 году парк был официально закрыт, а вагоны — переданы в другие парки или списаны. В период с 2003 года по октябрь 2005 года парк выполнял только второстепенные функции (например, порезка списанных вагонов с других парков города). В октябре 2005 года после демонтажа рельсов на Тульской и Новгородской улицах парк был изолирован от общей сети. До весны 2008 года рельсы оставались на Дегтярном переулке (без контактной сети) и на территории самого парка. Территория парка была продана, 28 апреля 2008 года началось разрушение построек, которое провела Ассоциация по сносу зданий. Рельсы на Дегтярном переулке окончательно демонтировали только 12 августа 2017 года при асфальтировании улицы. О трамвайном парке №4 в наше время напоминают бывшие здания подстанции и административный корпус.
 Медиафайлы по теме Трамвайный парк №4 на Викискладе

### Трамвайный парк № 6 (Крестовский; имени Скороходова)
Адрес: Барочная улица, 12.
59°58′11″ с. ш. 30°17′11″ в. д.
Открыт в марте 1925 года, парку сразу был присвоен № 6 и имя А. К. Скороходова. Когда парк только начинали строить, ему было дано рабочее название «Крестовский трамвайный парк», но из-за семилетнего перерыва в строительстве, парку было не суждено носить это название.
В 2003 году парк был официально закрыт, вагоны — переданы в другие парки или списаны, но продолжала работать расположенная в нём служба движения, а на территории парка производилась порезка списанных вагонов трамвайного парка № 1. В 2005 году службу движения перенесли, территорию парка продали финскому строительному концерну «ЮИТ», здание парка в том же году было снесено. Сейчас на территории парка построен жилой дом. От комплекса строений трамвайного парка № 6 сохранилось лишь административное здание, в котором располагается бизнес-центр. Линия по Барочной улице демонтирована в январе 2008 года.

### Трамвайный парк № 8 (Кировского района; ныне парк Службы пути)
Адрес: улица Маршала Говорова, 33.
59°53′14″ с. ш. 30°16′38″ в. д.
Открыт в апреле 1936 года, парку сразу был присвоен № 8 и название «Трамвайный парк Кировского района».
В 2003 году парки № 8 и № 9 были объединены под № 8, с этого момента трамвайный парк № 8 стал первой площадкой выпуска вагонов, а территория парка № 9 — второй площадкой. Вскоре выпуск вагонов с первой площадки парка № 8 был прекращён, а площадка стала трамвайным парком Службы пути. Также на территории парка происходит порезка трамваев и троллейбусов, списанных в других парках.

## Непостроенные парки
59°58′11″ с. ш. 30°22′01″ в. д.
- Троллейбусный парк № 2 по адресу Арсенальная улица, 27 изначально задумывался как трамвайный и с 1936 по 1950 гг. по Арсенальной улице от Кондратьевского проспекта действовала однопутная служебная линия, но в итоге парк был сдан в эксплуатацию в 1952 году как троллейбусный.

## ПТО (пункт технического обслуживания)

### ПТО «Рыбацкое»
59°50′03″ с. ш. 30°29′58″ в. д.
ПТО «Рыбацкое» было полностью запущено в 1994 году. Располагается у перекрёстка улиц Караваевской и Дмитрия Устинова. Фактически является филиалом трамвайного парка № 7.
Обслуживает маршруты № 24, 27, 65.
| Модель вагона | Кол-во |
| ------------- | ------ |
| 71-931М       | 24     |
| 71-923М       | 27     |

### ПТО «Улица Шаврова»
60°01′31″ с. ш. 30°14′05″ в. д.
Строительство ПТО «Улица Шаврова» было начато в 2004 году на месте одноимённой бывшей конечной станции. Запущено в 2009 году. Располагается у перекрёстка улицы Шаврова и проспекта Авиаконструкторов.
В 2014 году, в связи с ремонтом путей на проспекте Испытателей, фактически был самостоятельным трамвайным парком, обслуживавшим отрезанные от трамвайной сети города маршруты 18 и 47.

### ПТО «Хасанская улица»
Расположено на территории одноимённой конечной станции и официально действовало в 1997—2002 годах как филиал парка № 4. На территории ПТО до 2016 года располагалась дистанция пути № 4 Горэлектротранса. С 2017 до 2020 года территория использовалась как временное депо для трамвая Чижик, которую сдавал в аренду Горэлектротранс. С 2021 года на территории располагается магазин "Светофор"

## Дистанция пути
В трамвайном ведомстве находятся несколько дистанций пути:
- Дистанция пути № 2 — при к/ст «Придорожная аллея»
- Дистанция пути № 5 — при трамвайном парке № 1
- Дистанция пути № 7 — при ПТМЗ (действует без завода)
- Дистанция пути № 8 — при ПТО «Рыбацкое»

Закрытые дистанции пути:
- Дистанция пути № 1 — при трамвайном парке № 6 (закрыта вместе с парком)
- Дистанция пути № 1 — при трамвайном парке № 3/2 (закрыта в 2007 году вместе с парком)
- Дистанция пути № 2 — при трамвайном парке № 5 (закрыта в 1985 году)
- Дистанция пути № 3 — отдельное здание на улице Жукова (1932—1988)
- Дистанция пути № 3 — отдельное здание на улице Руставели (1988—2006)
- Дистанция пути № 4 — при трамвайном парке № 4 (закрыта в 1982 году)
- Дистанция пути № 4 — при ПТО «Хасанская улица» (1997—2016, в здании дистанции пути расположен супермаркет)

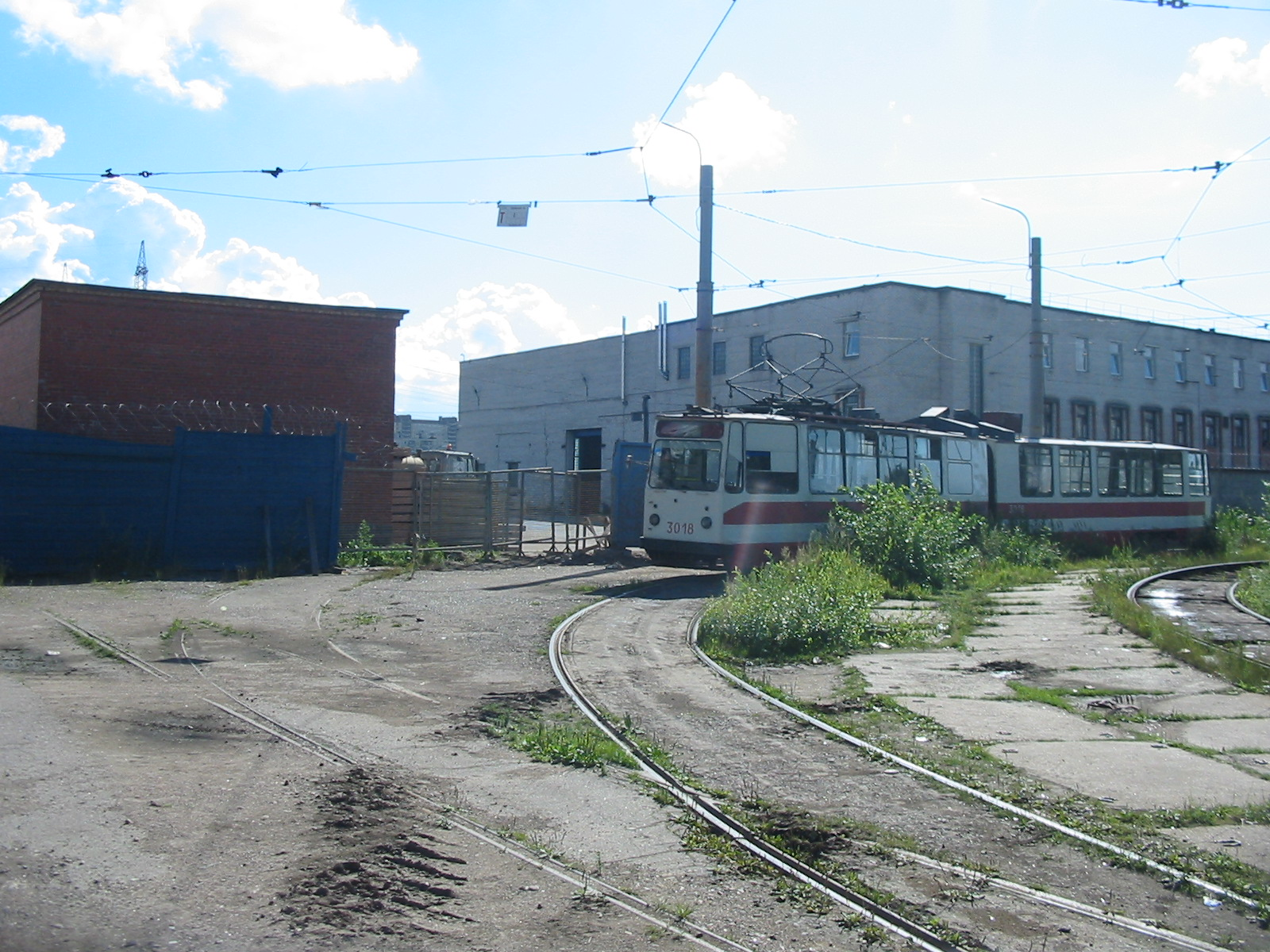
Заброшенные пути в дистанцию пути № 4 (2005)

- Дистанция пути № 6 — при трамвайном парке № 8/2 (вошла в состав парка службы пути)
- Дистанция пути № 8 — отдельное здание на улице Шлиссельбургском проспекте (1951—1987)